# Université d'État de Moscou de production alimentaire
 (novembre 2018).
Si vous disposez d'ouvrages ou d'articles de référence ou si vous connaissez des sites web de qualité traitant du thème abordé ici, merci de compléter l'article en donnant les références utiles à sa vérifiabilité et en les liant à la section « Notes et références ».

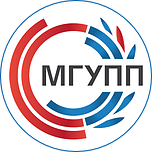
Université d’État de Moscou de production alimentaire

L’université d’État de Moscou de production alimentaire fondée en 1930, est l’une des plus grandes universités d’ingénierie et de technologie de Russie et a été la première institution consacrée à la production alimentaire[réf. nécessaire].